# Grupo arquimediano
En álgebra abstracta, una rama de las matemáticas, un grupo arquimediano (también denominado grupo de Arquímedes) es un grupo ordenado linealmente para el que se cumple el axioma de Arquímedes: cada dos elementos positivos del grupo están acotados por múltiplos enteros del otro. El conjunto R de los números reales junto con la operación de la suma y la relación de orden habitual entre pares de números es un grupo de Arquímedes. Por resultado de Otto Hölder, cada grupo de Arquímedes es isomorfo respecto de un subgrupo de este grupo. La denominación de arquimediano proviene de Otto Stolz, quien dio el nombre a la propiedad de Arquímedes después de su aparición en las obras de Arquímedes.

## Definición
Un grupo aditivo consta de un conjunto de elementos, una operación de suma asociativa que combina pares de elementos y devuelve un solo elemento, un elemento neutro (o elemento cero) cuya suma con cualquier otro elemento es el otro elemento, y una operación aditiva inversa (tal que la suma de cualquier elemento y su inverso sea cero).
Un grupo está ordenado linealmente cuando, además, sus elementos pueden ser ordenados linealmente de forma compatible con la operación del grupo: para todos los elementos x, y y z, si ' 'x ≤ y además x + z ≤ y + z y z+ x ≤ z + y.
La notación na (donde n es un número natural) representa la suma grupal de n copias de a.
Un grupo de Arquímedes (G, +, ≤) es un grupo ordenado linealmente sujeto a la siguiente condición adicional, la propiedad de Arquímedes: para cada a y b en G que son mayores que 0, es posible encontrar un número natural n para el cual se cumple la desigualdad b ≤ na.
Una definición equivalente es que un grupo de Arquímedes es un grupo ordenado linealmente sin ningún subgrupo cíclico acotado: no existe un subgrupo cíclico S y un elemento x con x mayor que todos los elementos en S. Es sencillo ver que esto es equivalente a la otra definición: la propiedad de Arquímedes para un par de elementos a y b es simplemente la afirmación de que el subgrupo cíclico generado por a no está acotado por b.

## Ejemplos de grupos de Arquímedes
Los conjuntos de los números enteros, los números racionales y los números reales, junto con la operación de suma y el ordenamiento habitual (≤), son grupos de Arquímedes. Cada subgrupo de un grupo de Arquímedes es en sí mismo de Arquímedes, por lo que se deduce que cada subgrupo de estos grupos, como el grupo aditivo de los números pares o de los números racionales diádicos, también formam un grupo de Arquímedes.
Por el contrario, como demostró Otto Hölder, cada grupo de Arquímedes es isomorfo (como grupo ordenado) al subgrupo de los números reales. De esto se deduce que todo grupo de Arquímedes es necesariamente un grupo abeliano: su operación de suma debe ser commutativa.

## Ejemplos de grupos no arquimedianos
Los grupos que no se pueden ordenar linealmente, como los grupos finitos, no son de Arquímedes. Para ver otro ejemplo, consúltese el artículo dedicado a los números p-ádicos, un sistema de números que generaliza los números racionales de una manera diferente a los números reales.
También existen grupos ordenados no arquimedianos, como el grupo ordenado (G, +, ≤) definido de la siguiente manera, que no es de Arquímedes. Sean los elementos de G los puntos del plano, dados por sus coordenadas cartesianas: pares (x, y) de números reales. Sea la operación de suma de grupo una suma elemento a elemento (vectorial) y ordénense estos puntos en orden lexicográfico: si a = (u, v) y b' ' = (x, y), entonces a + b = (u + x, v + y), y
a ≤ b exactamente cuando v < y o v = y y u ≤ x. Entonces, este criterio genera un grupo ordenado, pero que no es de Arquímedes. Para verlo, considérense los elementos (1, 0) y (0, 1), que son mayores que el elemento cero del grupo (el origen). Para cada número natural n, de estas definiciones se deduce que n (1, 0) = (n, 0) < (0, 1), por lo que entonces no existe ningún n que satisfaga la propiedad de Arquímedes. Este grupo se puede considerar como el grupo aditivo de pares formados por un número real y un infinitesimal, {\displaystyle (x,y)=x\epsilon +y,} donde {\displaystyle \epsilon } es una unidad infinitesimal: {\displaystyle \epsilon >0} pero {\displaystyle \epsilon <y} para cualquier número real positivo {\displaystyle y>0}. Los cuerpos ordenados no arquimedianos se pueden definir de manera similar, y sus grupos aditivos son grupos ordenados no arquimedianos, que se utilizan en análisis no estándar e incluyen a los números hiperreales y a los números surreales.
Si bien los grupos ordenados no arquimedianos no pueden ser embebidos en los números reales, pueden incluirse en una potencia de los números reales, con orden lexicográfico según el teorema de embebido de Hahn. El ejemplo anterior es el caso bidimensional.

## Propiedades adicionales
Cada grupo de Arquímedes tiene la propiedad de que, para cada corte de Dedekind del grupo, y cada elemento del grupo ε > 0, existe otro elemento del grupo x con x en el lado inferior del corte y x + ε en la parte superior del corte. Sin embargo, existen grupos ordenados no arquimedianos con la misma propiedad. El hecho de que los grupos de Arquímedes sean abelianos se puede generalizar: todo grupo ordenado con esta propiedad es abeliano.

## Generalizaciones
Los grupos de Arquímedes se pueden generalizar a los monoides de Arquímedes, monoides ordenados linealmente que obedecen al axioma de Arquímedes. Los ejemplos incluyen los números naturales, los números racionales no negativos y los números reales no negativos, siendo el operador habitual {\displaystyle +} el orden {\displaystyle <}. A través de una demostración similar a la de los grupos de Arquímedes, se puede demostrar que los monoides de Arquímedes son commutativos.